# 힐레어 벨럭
힐레어 벨럭(영어: Hilaire Belloc, 1870년 7월 27일 ~ 1953년 7월 16일)은 프랑스 태생의 영국 작가, 역사가, 정치인이다. 프랑스인 아버지와 영국인 어머니 사이에서 태어났고, 잉글랜드에서 성장하였다. 프랑스어 본명은 조제프 일레르 피에르 르네 벨로크(Joseph Hilaire Pierre René Belloc)이다. 친구 G. K. 체스터턴과 평생을 사귀며 가톨릭 사상을 설파하는 많은 문학 작품을 남겼으며, 대체 역사 문학의 선구자이기도 하다. 주요 저서로 《운문과 소네트》(1895), 《악동을 위한 동물 우화집》(1896) 등이 있다.

## 생애
1870년 프랑스 라셀생클루에서 프랑스인 아버지와 영국인 어머니에게서 태어났다. 어머니인 엘리자베스 레이너 파크스(Bessie Rayner Parkes)는 고등교육을 받은 여성이었으며 여권 신장에 힘쓴 인물이었다. 아버지인 변호사 루이 벨로크는 일찍 죽었고, 엘리자베스는 힐레어를 비롯한 아이들을 데리고 영국으로 와 키웠다. 힐레어는 옥스퍼드 대학교에서 역사학을 전공한 뒤 1902년 영국에 귀화했다. 이 시기 미국인 엘로디 호건을 만나 1896년 결혼했고, 1900년에 평생의 친구 G. K. 체스터턴도 만났다.
열렬한 가톨릭교 신자였으므로, 당시의 영국에 팽배해 있던 반가톨릭 풍조에 대항할 목적에서 대의사로 출마하여 1906∼1910년까지 하원의원으로서 활약하였다.
1953년 서리주에서 죽었다.

## 참고 자료
힐레어 벨럭 - 두산세계대백과사전